# دارنل فرلانگ
دارنل فرلانگ (انگلیسی: Darnell Furlong؛ زادهٔ ۳۱ اکتبر ۱۹۹۵) بازیکن فوتبال اهل بریتانیا است.
از باشگاه‌هایی که در آن بازی کرده‌است می‌توان به باشگاه فوتبال کمبریج یونایتد، باشگاه فوتبال کویینز پارک رنجرز، و باشگاه فوتبال نورث‌همپتون تاون اشاره کرد.